# Hans Walitza
Hans Walitza (* 26. November 1945 in Mülheim an der Ruhr) ist ein ehemaliger deutscher Fußballspieler und -trainer.

## Karriere
Er spielte bei Schwarz-Weiß Essen (1965–1969), VfL Bochum (1969–1974) und beim 1. FC Nürnberg (1974–1979). Walitza nahm insgesamt an 108 Bundesliga-Spielen teil und erzielte dort 53 Tore. Während seiner Glanzzeit wurde er von sämtlichen Bundesligamannschaften umworben, u. a. von Bayern München. Auch ausländische Spitzenklubs wie Real Madrid oder der Weltpokalsieger von 1970, Feyenoord Rotterdam, wollten ihn verpflichten. Das Veto seines Vereins VfL Bochum verhinderte damals einen für ihn lukrativen Wechsel. Er bestritt auch drei Länderspiele in der deutschen U-23-Nationalmannschaft.
Walitza gehörte Anfang der 1970er Jahre als Mannschaftskapitän und Torjäger zu den entscheidenden Figuren des ersten Bundesliga-Aufstiegs des VfL Bochum. Nach weiteren erfolgreichen Jahren in Bochum wurde er im Sommer 1974 an den Zweitligisten 1. FC Nürnberg verkauft. Für die Franken bestritt Walitza in seinem letzten Profijahr 1978/79 noch einmal neun Bundesliga-Spiele.
Walitza trainierte von 2007 bis 2009 den Bochumer B-Kreisligisten SG Linden/Dahlhausen. Der Verein hat seinen Sitz im Bochumer Stadtteil Linden, dem aktuellen Wohnsitz Walitzas.

## Karriere als Spieler

### Schwarz-Weiß Essen
- RL West, 1965–69, 100 Spiele – 48 Tore

Der vom VfB Speldorf im Sommer 1965 zu Schwarz-Weiß Essen gewechselte Nachwuchsstürmer machte im „Uhlenkrug“ schnell mit Leistung und Toren auf sich aufmerksam. Er bestach durch Schusskraft, Kopfballqualitäten und Einsatzfreude und hatte die Gabe, sich auch verbessern zu wollen. Durch seine Treffer in den Runden 1967/68 und 1968/69 mit 15 bzw. 16 Toren machte er auch andere Vereine – vor allem mit Ambitionen auf die Bundesliga – auf sich aufmerksam. Nach 100 Spielen und 48 Toren für SW Essen wechselte er daraufhin im Sommer 1969 zum VfL Bochum. 

### VfL Bochum
- RL West, 1969–71, 67 Spiele – 59 Tore
- Bundesliga 1971–74, 99 Spiele – 53 Tore

Der verdienstvolle Präsident Ottokar Wüst vom Bochumer Verein wollte seinen Klub unbedingt in die Bundesliga führen und angelte sich zum Gelingen ein Sturmtalent aus der Regionalliga West, welchem er in einem qualitativ besseren Umfeld einen nochmaligen Leistungsaufschwung zutraute.
Der Präsident sollte recht behalten. In der Saison 1969/70 wurde sein VfL Meister im Westen und der neue Mittelstürmer hatte dazu mit 31 Toren ganz gehörig beigetragen. Zu den alten Regionalliga-Zeiten stand aber dann immer noch im Sommer die Aufstiegs-Runde bevor, erst mit erfolgreichem Bestehen gegen die Süd-, Südwest-, Nord- und Berlin-Vertreter konnte in die Bundesliga eingezogen werden. Mit zu wenig Urlaub, kurzer Vorbereitung und zumeist geplündertem Wechselmarkt ging es dann in die Eliteliga und der Kampf um das Überleben konnte beginnen.
Bochum stand 1970 dann tatsächlich mit Kickers Offenbach noch ein stärkerer Gegner im Weg. Der OFC hatte eine Spitzenmannschaft zusammen und schaffte nicht nur den Einzug in die Bundesliga, nein, am 29. August holten die Mannen um Egon Schmitt sogar noch den DFB-Pokal mit einem 2:1-Erfolg gegen den 1. FC Köln.
Walitza wurde mit seinen acht Toren zwar auch in der Aufstiegsrunde Torschützenkönig, aber die Mannen vom Bieberer Berg setzten sich auch dank des 2:1-Heimsieges am 10. Juni knapp vor dem VfL durch.
In Bochum ging es aber unter dem Trainer-Routinier Hermann Eppenhoff erfolgsorientiert weiter, die nächste Meisterschaft in der Regionalliga West stand 1971 an. Wiederum hatte sich auch Hans Walitza mit 28 Toren die Torjägerkrone erobert.
Jetzt standen die Auseinandersetzungen in der Aufstiegsrunde mit Osnabrück, Pirmasens, Karlsruhe und Tasmania Berlin noch auf dem Programm. Souverän mit 14:2 Punkten wurden die Rivalen abgeschlagen auf die Plätze verwiesen. Hans Walitza hatte mit sieben Toren auch in diesen Spielen seinen VfL nicht hängen lassen. Bochum und Walitza hatten den Aufstieg in die Bundesliga geschafft.
In der ersten Saison in der Bundesliga 1971/72 setzte Walitza seine herausragenden Leistungen nahtlos fort. Er kam auf 22 Tore und stand damit gemeinsam mit Klaus Fischer vom FC Schalke 04 auf dem 2. Rang der Torschützenliste der Bundesliga. Für das erste Jahr in dieser Liga war das ein großer persönlicher Erfolg. „Torschützenkönig“ wurde das Torwunder Gerd Müller mit der Super-Quote von 40 Treffern.
Aber auch die Bilanzen der zwei nachfolgenden Runden mit 18 bzw. 13 Toren lassen sich auch vor allem unter dem Gesichtspunkt der Leistungsstärke des VfL Bochum in der Bundesliga vorzeigen.
Im Sommer 1974 wurde er dann aus finanziellen Gründen – für die damals horrende Summe von 600.000 DM – an den 1. FC Nürnberg verkauft. Bochum verlor dadurch nicht nur seinen Star, es verlor auch seinen Publikumsliebling. Man schwärmt noch heute im Fußball-Westen von diesem Goalgetter, der genau so schön Tore erzielen wie über sie jubeln konnte.

### 1. FC Nürnberg
- 2. Bundesliga Süd, 1974–78, 118 Spiele – 71 Tore
- Bundesliga, 1978/79, 9 Spiele – 0 Tore

Die Zeit im Frankenland war für Hans Walitza durch den stetigen Versuch geprägt, den neuen Verein in die 1. Bundesliga zu führen. Zwar schoss er in den ersten drei Runden 1974/75 bis 1976/77 jeweils beachtliche 21 Tore für den „Club“ an der Pegnitz, doch tabellarisch schlug sich das nicht im totalen Erfolg nieder. Erst in der vierten Saison, in der Runde 1977/78, jetzt war der Torjäger aber immerhin bereits 32 Jahre alt, konnte der 2. Rang belegt und damit das Anrecht auf die zwei Entscheidungsspiele gegen den Gruppenzweiten aus dem Norden, Rot-Weiss Essen, erwirkt werden.
Wie so oft beim ruhmreichen „Club“ waren davor aber noch interne „Nervenkriege“ durchgeführt worden.
Der amtierende Trainer, Horst Buhtz, wurde im Mai 1978 entlassen; man vertraute auf den jungen Werner Kern; der sollte die Mannschaft in den zwei anstehenden Entscheidungsspielen betreuen.
Am 2. Juni 1978 wurde das Heimspiel gegen die Gäste aus Essen mit 1:0 Toren gewonnen. Torschütze war in der 79. Spielminute Hans Walitza. Acht Tage später ging es an die Hafenstraße und die Rot-Weißen berannten zumeist vehement das Nürnberger Gehäuse. Wiederum legte der ehemalige Bochumer mit seinem Tor in der 58. Spielminute zum Zwischenstand von 1:2 Toren den Grundstein zum Aufstiegserfolg der Franken. Nach dem 2:2 Endstand war der Aufstieg für den 1. FC Nürnberg perfekt.
Damit war auch der Auftrag von Hans Walitza erfolgreich abgeschlossen, den 1. FC Nürnberg in die Bundesliga zu schießen. In der folgenden Erstligasaison wurde er nur noch sporadisch eingesetzt. Er war durchgehend ein Torschütze von Format, aber auch ein Spieler, den das Publikum durch sein Auftreten darüber hinaus liebte und als Identifikationsfigur verehrte.

### Nationalmannschaft
Am 5. September 1973 wurde Walitza erstmals in die U23-Nationalmannschaft berufen; die Begegnung mit der Auswahl Polens wurde in Essen mit 2:3 verloren. Mit 0:1 wurde auch die am 14. Oktober 1973 in Mülhausen ausgetragene Begegnung mit der Auswahl Frankreichs verloren. Beim 3:0-Sieg über die Auswahl Dänemarks am 24. Oktober 1973 in Bochum erzielte er sein erstes Tor.

## Bemerkenswertes
Im Jahr 1972 drohte dem spanischen Fußballspieler Santillana kurzfristig das Karriereende, weil er angeblich nur eine Niere hatte. Aus diesem Grund wollte Real Madrid den deutschen Stürmer Hans Walitza vom VfL Bochum verpflichten. Kurz vor Vertragsunterzeichnung wurde durch die Ärzte von Real Madrid doch eine zweite Niere bei Santillana gefunden. Die Verpflichtung von Walitza entfiel daher.

## Karriere als Trainer
Von Juni 2007 bis Mai 2009 trainierte Hans Walitza den Bochumer Fußballverein SG Linden/Dahlhausen. Dort leistete er Wiederaufbauarbeit, nachdem der Verein aus finanziellen Engpässen heraus von der Landesliga bis hinunter in die Kreisliga B abgestiegen war. Walitza gelang es, einige Spieler aus der vereinseigenen Jugend in die 1. Seniorenmannschaft zu integrieren.
Durch seine langjährige Erfahrung und sein kompetentes Auftreten baute er ein freundschaftliches Verhältnis zur Mannschaft und zum Umfeld im Verein auf. Der Mannschaft gelang unter seiner Leitung zwei Jahre hintereinander nicht der ersehnte Aufstieg in die Kreisliga A, obwohl man stets ganz oben mitspielte und sogar die Relegationsspiele erreichte. Anfang des Jahres 2009 gab Hans Walitza das Ende seiner Trainertätigkeit zum Saisonende im Mai bekannt.